# Ctenopelma nigripenne
Ctenopelma nigripenne är en stekelart som först beskrevs av Johann Ludwig Christian Gravenhorst 1829.
Ctenopelma nigripenne ingår i släktet Ctenopelma och familjen brokparasitsteklar. Inga underarter finns listade i Catalogue of Life.